# U-311
| U-311                      | U-311                                                          | U-311                                                          |
| -------------------------- | -------------------------------------------------------------- | -------------------------------------------------------------- |
|                            |                                                                |                                                                |
|                            |                                                                |                                                                |
|                            |                                                                |                                                                |
| Під прапором               | Третій рейх                                                    | Третій рейх                                                    |
| Спуск на воду              | 20 січня 1943 року                                             | 20 січня 1943 року                                             |
| Виведений зі складу флоту  | 22 квітня 1944 року                                            | 22 квітня 1944 року                                            |
| Сучасний статус            | затоплений                                                     | затоплений                                                     |
| Проєкт                     |                                                                |                                                                |
| Тип ПЧ                     | Торпедний ДПЧ                                                  | Торпедний ДПЧ                                                  |
| Основні характеристики     |                                                                |                                                                |
| Швидкість (надводна)       | 17,7 вузла                                                     | 17,7 вузла                                                     |
| Швидкість (підводна)       | 7,6 вузла                                                      | 7,6 вузла                                                      |
| Робоча глибина занурення   | 100 м                                                          | 100 м                                                          |
| Гранична глибина занурення | 220 м                                                          | 220 м                                                          |
| Екіпаж                     | 44 особи                                                       | 44 особи                                                       |
| Розміри                    |                                                                |                                                                |
| Довжина найбільша (по КВЛ) | 67,1 м                                                         | 67,1 м                                                         |
| Ширина корпусу найб.       | 6,2 м                                                          | 6,2 м                                                          |
| Висота                     | 9,6 м                                                          | 9,6 м                                                          |
| Середня осадка (по КВЛ)    | 4,70 м                                                         | 4,70 м                                                         |
| Водотоннажність надводна   | 769 т                                                          | 769 т                                                          |
| Озброєння                  |                                                                |                                                                |
| Артилерія                  | одна палубна гармата калібру 88-мм, одна 20-мм зенітна гармата | одна палубна гармата калібру 88-мм, одна 20-мм зенітна гармата |
| Торпедно- мінне озброєння  | 4 носових і один кормовий ТА. 14 торпед або 26 мін             | 4 носових і один кормовий ТА. 14 торпед або 26 мін             |

U-311 — німецький підводний човен типу VIIC, часів Другої світової війни.
Замовлення на будівництво човна віддане 5 червня 1941 року. Човен заклали на верфі суднобудівної компанії «Flender Werke AG» у місті Любек 21 березня 1942 року під заводським номером 311, спущений на воду 20 січня 1943 року, 23 березня 1943 року увійшов до складу 8-ї флотилії. Також за час служби входив до складу 1-ї флотилії. Єдиним командиром човна був капітан-лейтенант Йоахім Цандер.
Човен зробив 2 бойові походи, в яких потопив 1 судно.
Затоплений 22 квітня 1944 року в Північній Атлантиці південно-західніше Ірландії (52°09′ пн. ш. 19°07′ зх. д. / 52.150° пн. ш. 19.117° зх. д.) глибинними бомбами канадських фрегатів «Матане» і «Свонсі». Всі 51 члени екіпажу загинули.

## Потоплені та пошкоджені кораблі[3]
| Назва  | Тип    | Належність | Дата            | Тоннаж (БРТ) | Вантаж                                                          | Статус    | Місце                                                       |
| Seakay | танкер | США        | 19 березня 1944 | 10 342       | 110 000 барелів гасу та 14 винищувачів (P-47 та P-51) на палубі | потоплено | 51°10′ пн. ш. 20°20′ зх. д. / 51.167° пн. ш. 20.333° зх. д. |